# Хафнер, Эдо
Эдо Хафнер (словен. Edo Hafner, родился 19 января 1955 в Есенице) — словенский хоккеист и хоккейный тренер, нападающий. Отец хоккеистов Томо и Милана Хафнеров. Рекордсмен сборной Югославии по числу сыгранных встреч — 203 матча.

## Биография
Начинал карьеру в клубе «Краньска-Гора», позже перешёл в «Акрони Есенице», чьим многолетним капитаном был. Восьмикратный чемпион Югославии, в Югославской хоккейной лиге сыграл 452 матча, отличился 413 раз и отдал 239 голевых передач. Карьеру закончил в сезоне 1990/1991, став тренером в клубе «Триглав» из Краня. За сборную Югославии играл на Олимпийских играх 1976 и 1984 годов, провёл 203 игры (рекорд сборной), забросил 79 шайб и отдал 108 голевых передач. Карьеру игрока завершил в 1991 году из-за травмы.

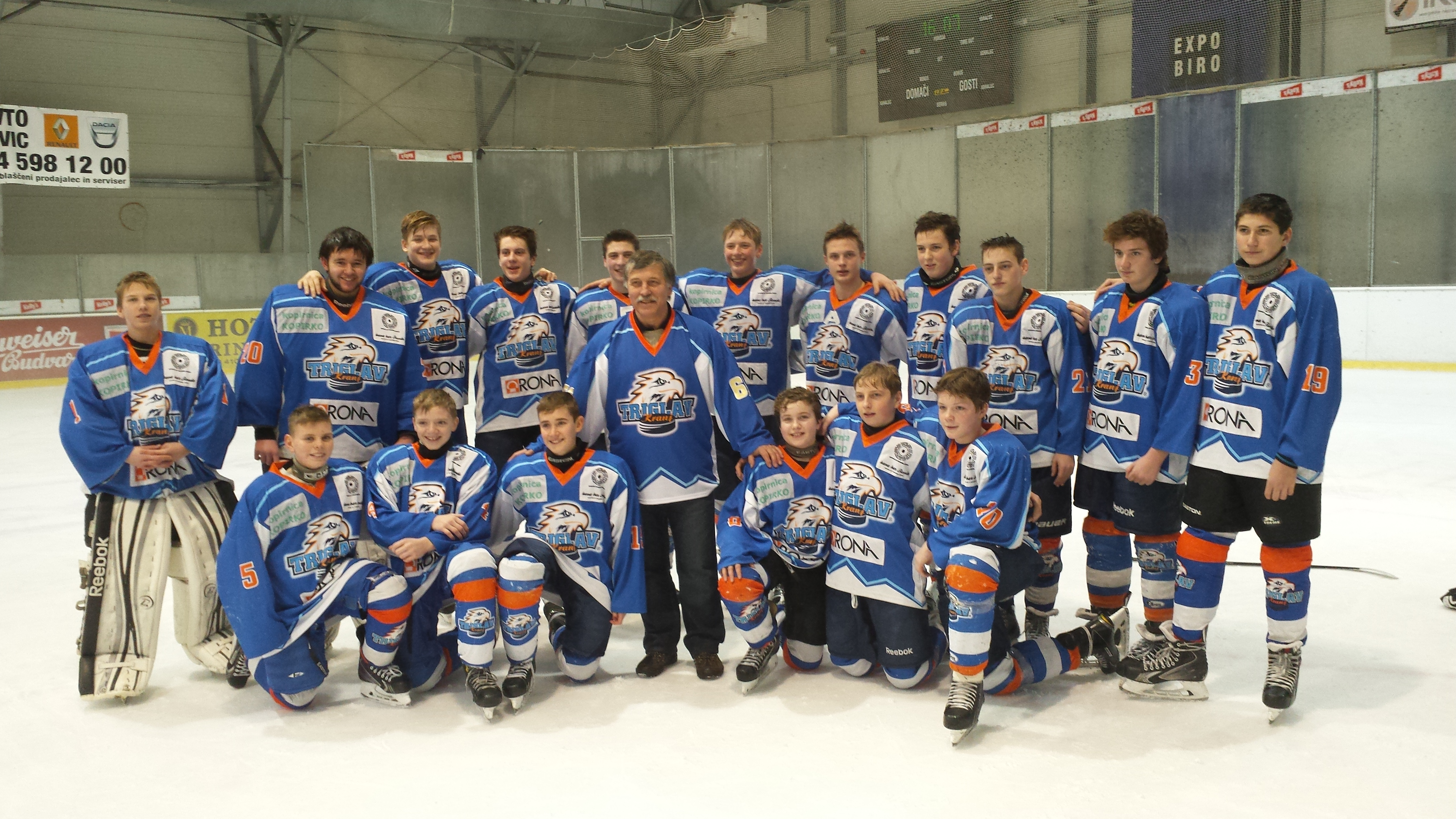
Состав команды «Триглав» до 16 лет